# Nabój 7,62 × 38 mm R
7,62 × 38 mm R znany także jako 7.62 mm Nagant  oraz Typ R – rodzaj amunicji rewolwerowej zaprojektowanej specjalnie do rosyjskiej wersji rewolweru Nagant wz. 1895.
Fiodor Tokariew stworzył też kilka modeli pistoletów maszynowych, strzelających tym nabojem, jednakże żaden nie został dopuszczony do użytku przez sowieckie siły zbrojne.